# Liste der Monuments historiques in Blaisy-Haut
Die Liste der Monuments historiques in Blaisy-Haut führt die Monuments historiques in der französischen Gemeinde Blaisy-Haut auf.

## Liste der Objekte
| Bezeichnung                                          | Beschreibung                                              | Standort                       | Kennzeichnung | Schutzstatus | Datum | Bild |
| ---------------------------------------------------- | --------------------------------------------------------- | ------------------------------ | ------------- | ------------ | ----- | ---- |
| Fünf Grabsteine für Angehörige der Familie de Blaisy | Kalkstein, 14. und 16. Jahrhundert                        | in der Kirche St-Martin (Lage) | PM21000335    | Classé       | 1913  |      |
| Grabstein für Claude Jarry                           | Stein, bezeichnet 1674                                    | in der Kirche St-Martin (Lage) | PM21000340    | Classé       | 1913  |      |
| Skulptur Madonna mit Kind                            | Kalkstein, farbig gefasst, um 1500                        | in der Kirche St-Martin (Lage) | PM21000341    | Classé       | 1960  |      |
| Skulptur Heiliger Martin                             | Stein, farbig gefasst, zweite Hälfte des 15. Jahrhunderts | in der Kirche St-Martin (Lage) | PM21000342    | Classé       | 1960  |      |